# مجزرة باريس عام 1961
مجزرة باريس في 17 أكتوبر 1961 أو (ذكرى مظاهرات 17 أكتوبر 1961) ، التي وقعت خلال حرب الجزائر (1954-1962)، تشير إلى هجوم شنته قوات الشرطة الفرنسية على مظاهرة سلمية نظمها حوالي 65,000 جزائري. جرت المظاهرة احتجاجاً على حظر التجول المفروض على الجزائريين في العاصمة الفرنسية، وبتوجيه من رئيس شرطة باريس آنذاك، موريس بابون، واجهت الشرطة المتظاهرين بالقوة.
اعترفت الحكومة الفرنسية في عام 1998 بوفاة 40 شخصاً جراء هذا القمع، لكن تقديرات أخرى تشير إلى أن عدد الضحايا قد يصل إلى 300. المؤرخ جان لوك أينودي برهن على أن الهجوم كان متعمداً، وفاز بقضية قضائية ضد موريس بابون في عام 1999. يجدر بالذكر أن بابون كان قد أُدين في عام 1998 بارتكاب جرائم ضد الإنسانية لدوره في نظام فيشي المتعاون مع ألمانيا النازية خلال الحرب العالمية الثانية. وتشير الوثائق الرسمية والشهادات إلى أن موريس بابون هو من وجه الشرطة للقمع العنيف، بل وشجع الضباط على استخدام القوة مع ضمان الحماية من الملاحقة.
بعد مرور أربعين عاماً على المذبحة، قام برتراند ديلانوي، عمدة باريس الاشتراكي، في 17 أكتوبر 2001 بوضع لوحة تذكارية في جسر بونت سان ميشيل . تخليداً لذكرى الضحايا. ورغم غياب تقديرات رسمية دقيقة، أشارت اللافتة إلى "ذكرى الكثير من الجزائريين الذين قُتلوا خلال القمع الدموي للمظاهرة السلمية في 17 أكتوبر 1961".. في 18 فبراير 2007 (اليوم الذي تلا وفاة بابون)، قدمت طلبات من أجلإعادة تسمية محطة مترو باريس تحت الإنشاء في جينيفيلي لتحمل إسم «17 أكتوبر 1961» تخليدا ذكرى المذبحة.
تم توثيق الأحداث من خلال عدد من الصور الفوتوغرافية والعديد منها رسومات.

## إحصائيات
- 65000 ألف متظاهر
- 40–300 قتيل
- اختفاء 800 شخص ألقي بهم في قنوات المياه القذرة وفي نهر السين
- 7000 جريح
- 34614 موقوف أرسال 21619 منهم نحو الجزائر زج بهم في المعتقلات والسجون·

## معلومات أساسية
وقعت مجزرة 17 أكتوبر 1961 في سياق ثورة التحرير الجزائرية (1954-1962)، والتي شهدت تصعيداً في أعمال العنف مع مرور الوقت، خصوصاً بعد وصول شارل ديغول إلى السلطة خلال أزمة مايو 1958. هذا التغير في القيادة صاحبه تحول مفاجئ في السياسة العامة تجاه مسألة استقلال الجزائر. في مواجهة تصاعد مطالب الاستقلال، استخدمت منظمة الجيش السري (OAS) كافة الوسائل المتاحة لمحاربة جبهة التحرير الوطني الجزائرية، التي كانت قد نقلت الصراع إلى العاصمة الفرنسية، باريس، بمساعدة بعض الناشطين مثل شبكة جينزون. ولكن القمع الذي مارسته السلطات الفرنسية، سواء في الجزائر أو في فرنسا متروبوليتان، كان قاسيا للغاية.

### الشرطة الوطنية الفرنسية
وفقًا للمؤرخ جان لوك إينودي، الذي تخصص في دراسة مجزرة 17 أكتوبر 1961، يمكن تفسير جزء من أسباب القمع العنيف الذي مارسته الشرطة الفرنسية خلال تلك المظاهرة بناءً على تكوين جهاز الشرطة في ذلك الوقت. العديد من أعضاء الشرطة الفرنسية في فترة ما بعد الحرب العالمية الثانية كانوا من بقايا نظام فيشي الذي تعاون مع الغستابو الألماني في اعتقال اليهود، مثلما حدث في حملة الاعتقالات الواسعة المعروفة بـ فيفيل دي هيف روندوب في 16-17 يوليو 1942.
رغم تعليق عمل بعض ضباط الشرطة بعد تحرير باريس في عام 1944 بسبب تورطهم في أشكال متطرفة من التعاون مع النازيين، مثل مساعدة حزب الشعب الفرنسي أو مجموعات مشابهة، فإن الغالبية العظمى منهم أُعيد دمجهم في قوات الشرطة لاحقاً. في المقابل، فإن الضباط الذين كانوا جزءاً من حركة المقاومة الفرنسية تعرضوا لعوائق مهنية بسبب المواقف السياسية خلال الحرب الباردة، بسبب معاداة الشيوعية في الحرب الباردة، لأن المقاومة كانت جزئيًا شيوعية وطُرد وزراء شيوعيون من الحكومة في مايو 1947.

أضف إلى ذلك، أن بعض الضباط الذين شاركوا في المقاومة قد يكونون متورطين في حملات اعتقال اليهود والمضطهدين الآخرين خلال فترة نظام فيشي، وإلا لكانوا قد تعرضوا للطرد أو الملاحقة، وفقاً لما ذكره إينودي والمؤرخ موريس راجفوس. هذه العوامل التاريخية قد ساهمت في تشكيل عقلية الشرطة آنذاك، مما أدى إلى القمع العنيف ضد المتظاهرين الجزائريين.

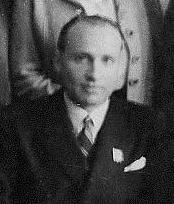
موريس بابون، الذي توفي في عام 2007، كان المسؤول الوحيد في فرنسا الفيشية الذي أدين لدوره في ترحيل اليهود خلال الحرب العالمية الثانية

علاوة على ذلك، ربما كان ضباط الشرطة الذين كانوا أعضاء في المقاومة قد شاركوا في الغارات المختلفة ضد اليهود وغيرهم من الجماعات المضطهدة خلال نظام فيشي، وإلا لكانوا قد طُردوا، وفقًا لإينودي وموريس راجفوس .
تشير مهنة موريس بابون كرئيس شرطة باريس في الستينيات ووزير المالية برئاسة فاليري جيسكار ديستان في السبعينيات إلى وجود عنصرية مؤسساتية في الشرطة الفرنسية حتى الستينيات على الأقل. في الواقع، لم يتم توجيه الاتهام إلى بابون وإدانته حتى عام 1997 - 1998 بسبب جرائمه التي ارتكبها في الحرب العالمية الثانية ضد الإنسانية، حيث كان مسؤولاً عن ترحيل 1,560 يهوديًا، بمن فيهم الأطفال والمسنين، بين عامي 1942 و 1944. 

## الأحداث
في 5 أكتوبر 1961، أعلنت إدارة شرطة باريس، بقيادة موريس بابون، عن فرض حظر تجول ليلي يمتد من الساعة 8:30 مساءً حتى الساعة 5:30 صباحاً، يستهدف بشكل خاص "العمال الجزائريين المسلمين"، و"مسلمي فرنسا"، و"مسلمي فرنسا من الجزائر". على الرغم من أن العديد من الجزائريين الذين كانوا يقيمون في باريس في ذلك الوقت، والبالغ عددهم حوالي 150,000 شخص، كانوا يحملون الجنسية الفرنسية وبطاقات الهوية الفرنسية، إلا أن القرار شملهم.
رداً على هذا الإجراء الذي اعتبرته جبهة التحرير الوطني الفرنسية عنصرياً، دعت الجبهة السكان الجزائريين في باريس، رجالاً ونساءً وأطفالاً، إلى التظاهر سلمياً ضد حظر التجول. وفي 17 أكتوبر 1961، وبحسب المؤرخ جان لوك أينودي، تدخل موريس بابون مع 7,000 من رجال الشرطة و1,400 من قوات مكافحة الشغب لمنع المظاهرة، بحجة أنها غير مرخصة قانونياً. تم إغلاق جميع الطرق المؤدية إلى باريس، بما في ذلك محطات المترو والقطارات، لمنع المتظاهرين من الوصول إلى وسط المدينة.
ورغم هذه الإجراءات، تمكن ما بين 30,000 و40,000 جزائري من الانضمام إلى المظاهرة، بينما تم اعتقال 11,000 شخص، بينهم جزائريون، ومغاربة، وتونسيون، بالإضافة إلى مهاجرين من إسبانيا وإيطاليا. ورغم الاعتقالات المكثفة، شارك حوالي 4,000 إلى 5,000 متظاهر في مسيرة سلمية عبر الشوارع الكبرى من "République" إلى "Opéra" دون وقوع حوادث في البداية. ومع ذلك، فتحت الشرطة النار على الحشد فيما بعد وهاجمتهم، مما أدى إلى وقوع عدد من الوفيات.
في تلك الليلة، وقعت المجزرة في ساحة مقر الشرطة العامة، حيث قُتل العديد من الجزائريين. كما شهدت "قصر الرياضة" و"قصر المعارض في بورت دو فرساي" عمليات اعتقال واسعة، وحدثت أعمال عنف وتعذيب للمحتجزين. وتُقدر حصيلة المجزرة بما لا يقل عن 300 قتيل، رغم أن السلطات الفرنسية اعترفت في عام 1998 بوقوع 40 حالة وفاة فقط.

## الموقف الفرنسي الرسمي
بقي الحديث عن هذه قمع المظاهرة يخضع للتعتيم في فرنسا طوال العقود التالية للحدث، إذ منعت الحكومة نشر كتاب يبحث في أحداث المجزرة وكذلك الصور الفوتوغرافية القليلة للأحداث. كما بقيت سجلات الشرطة سرية مما منع إجراء بحوث تاريخية موثقة حولها، ولا يزال عدد الضحايا موضع جدل.
وقد عبّر فرانسوا أولاند في الذكرى الخمسين للمجزرة في سنة 2011 قبل أن يصير رئيساً لفرنسا عبّر عن تضامنه مع أسر الضحايا وقال: «هذا الحدث حجب مطولاً من رواياتنا التاريخية»، وأنه «من المهم التذكير بالوقائع».
وفي الذكرى الحادية والخمسين في سنة 2012 أقر فرانسوا أولاند رسمياً بما سماه «القمع الدموي» للمظاهرة، مما عرضه للنقد من زعيم كتلة الاتحاد من أجل حركة شعبية في البرلمان الذي قال أن إلقاء اللوم على الشرطة، ومن خلالها على الحكومة كلها، غير مقبول. وفي الذكرى الستين للمجزرة في أول اعترف فرنسي رسمي بالمسؤولية عن المذبحة، ندد الرئيس الفرنسي إيمانويل ماكرون بالحملة الدموية التي شنتها الشرطة على المتظاهرين الجزائريين في باريس قبل 60 عاماً، ووصفها بأنها «جريمة لا تُغتفر بالنسبة للجمهورية».

### باللغة الإنجليزية
- Daniel A. Gordon (2000). "World Reactions to the 1961 Paris Pogrom". University of Sussex Journal of Contemporary History. ج. 1: http://www.sussex.ac.uk/history/documents/2._gordon_world_reactions_to_the_1961_paris_pogrom.pdf.
- Martin S. Alexander / J. F. V. Keiger: France and the Algerian War, 1954–62: Strategy, Operations and Diplomacy. S. 24, 2002, (ردمك 0-7146-5297-0)
- Jean-Paul Brunet, « Police Violence in Paris, October 1961 : Historical Sources, Methods and Conclusions ", The Historical Journal, 51, 1 (2008), p. 195–204.
- Patrice J Proulx / Susan Ireland (Hrsg.): Immigrant Narratives in Contemporary France. S. 47–55, 2001, (ردمك 0-313-31593-0)
- Jim House, Neil MacMaster (2006). Paris 1961: Algerians, State Terror, and Memory, Oxford: O. University Press, 2006 (ردمك 0-19-924725-0)
- Jim House, Neil MacMaster, « Time to move on : a reply to Jean-Paul Brunet ", The Historical Journal, 51, 1 (2008), p. 205–214.

### اللغة الفرنسية
- Jean-Paul Brunet, Police Contre FLN: Le drame d'octobre 1961, Paris: Flammarion, 1999, 354 p.
- Jean-Paul Brunet, Charonne. Lumières sur une tragédie, Paris: Flammarion, 2003, 336 p.
- Didier Daeninckx: Meurtres pour mémoire, 1984, (ردمك 2-07-040649-0) (novel)
- Alain Dewerpe, Charonne, 8 février 1962. Anthropologie historique d'un massacre d'Etat, Gallimard, 2006, 870p.
- Jean-Luc Einaudi: La bataille de Paris: 17 octobre 1961, 1991, (ردمك 2-02-013547-7)
- Jean-Luc Einaudi and Maurice Rajsfus, Les silences de la police – 16 juillet 1942, 17 octobre 1961, 2001, L'Esprit frappeur, (ردمك 2-84405-173-1) (the first date refers to 16 July 1942 Rafle du Vel' d'Hiv  [لغات أخرى]‏)
- Olivier LeCour Grandmaison, Le 17 octobre 1961 – Un crime d'État à Paris, collectif, Éditions La Dispute, 2001.
- Sylvie Thénault, " Le fantasme du secret d'État autour du 17 octobre 1961 ", Matériaux pour l'histoire de notre temps, n°58, April–June 2000, p. 70–76.
- Paul Thibaud, "17 Octobre 1961: un moment de notre histoire," in Esprit, November 2001 (concerning the debate between Einaudi and Brunet)